# Вахтмейстер, Карл Юхан
Карл Юхан Вахтмейстер (швед. Carl Johan Wachtmeister, 1 февраля 1903 — 22 мая 1993) — шведский фехтовальщик, призёр чемпионата мира.

## Биография
Родился в 1903 году в Шёвде. В 1935 году стал серебряным призёром в командном первенстве на шпагах Международного первенства по фехтованию (в 1937 году Международная федерация фехтования задним числом признала его чемпионатом мира). В 1936 году принял участие в соревнованиях по фехтованию на саблях в рамках Олимпийских игр в Берлине, но неудачно.